# عربستانی جنوبی نوین
زبان‌های عربستانی جنوبی نوین زبان‌هایی سامی از شاخهٔ سامی جنوبی هستند که میان اقوام کوچکی در یمن و عمان گویشور دارند. ازجملهٔ این زبان‌ها عبارت است از مهری، سقطری، شحری و حرسوسی.